# Władysław Kwiatkowski (1932–2016)
Władysław Kwiatkowski (ur. 2 stycznia 1932 w Łodzi, zm. 15 maja 2016) – trener lekkiej atletyki klasy mistrzowskiej.
Nauczyciel akademicki na Uniwersytecie Łódzkim. Absolwent warszawskiej AWF. Przez wiele lat związany z klubem AZS Łódź. W 1980 otrzymał dyplom honorowy Fair Play Polskiego Komitetu Olimpijskiego.
Jego wychowankami byli olimpijczycy z Monachium 1972 – Stanisław Wagner i Jerzy Czerbniak.
Trenował również reprezentantów Polski m.in. olimpijczyka Marka Jóźwika i Urszulę Styrankę-Jóźwik oraz Edwarda Hatalę, Krzysztofa Węglarskiego i Marka Sirę.